# Alisia Dragoon
Alisia Dragoon (アリシアドラグーン?) è un videogioco a piattaforme sviluppato da Game Arts con la collaborazione di Gainax e pubblicato nel 1992 per Sega Mega Drive.

## Trama
Figlia di un mago ucciso dal malvagio Baldour, Alisia deve difendere la Terra e vendicarsi della morte del padre.

## Modalità di gioco
Alisia Dragoon presenta otto livelli di gioco, ognuno dei quali dotato di un boss di fine quadro. Il personaggio giocante dispone di un solo attacco, sebbene possa invocare uno dei quattro draghi in grado di colpire i nemici utilizzando diverse abilità. Nei livelli sono presenti vari power-up tra cui l'invincibilità temporanea e altri strumenti che intervengono sui punti ferita della protagonista o del suo compagno d'avventura. Il gioco prevede due diverse difficoltà e la possibilità di scegliere tra quattro configurazioni di tasti predefinite.